# Noko Matlou
Noko Matlou, née le 30 septembre 1985 à Pietersburg (actuel Polokwane), est une footballeuse internationale sud-africaine qui joue au poste d'attaquant. Elle évolue en équipe d'Afrique du Sud au poste d'attaquant et de défenseur. En 2008, Matlou devient la première joueuse sud-africaine à être nommée footballeuse africaine de l'année .

## Biographie

### En club
Elle évolue avec le club des Maindies. Elle joue également en faveur du club des Development Ladies, des Brazilian Ladies et de l'Université de Johannesbourg. Elle est surnommée "Beep-Beep". Matlou s'entraîne avec des footballeurs masculins afin d'améliorer son jeu.

### En équipe nationale
Matlou fait ses débuts au sein de l'équipe d'Afrique du Sud ("Banyana Banyana") en décembre 2006. En septembre 2009, Matlou est soumise à une " inspection " de genre par un arbitre en présence de la capitaine adverse, avant un match de l'Afrique du Sud contre le Ghana au stade Caledonian de Pretoria. Elle est autorisée à prendre part au match après que sa féminité ait été confirmée.
Matlou se fait connaître au sein de l'équipe nationale en inscrivant six buts lors du championnat d'Afrique féminin 2008. Elle est sélectionnée avec cette équipe lors de divers tournois, notamment lors des Jeux olympiques d'été de 2012 à Londres, au Royaume-Uni. En 2014, la sélectionneuse sud-africaine Vera Pauw utilise Matlou, qui évoluait auparavant au poste d'attaquante, comme défenseur.
Elle fait partie des 23 joueuses sud-africaines retenues afin de participer à la Coupe du monde 2019 organisée en France.

### Distinctions
En 2008, elle devient la première Sud-Africaine à être nommée Footballeuse africaine de l'année par la Confédération africaine de football.

## Palmarès
- Vainqueur de la Coupe d'Afrique des nations 2022 avec l'équipe d'Afrique du Sud
- Finaliste de la Coupe d'Afrique des nations en 2012 et 2018 avec l'équipe d'Afrique du Sud
- Troisième de la Coupe d'Afrique des nations en 2010 avec l'équipe d'Afrique du Sud